# Quartier du Faubourg-du-Roule
Das Quartier du Faubourg-du-Roule ist das 30. der 80 Quartiers (Stadtviertel) von Paris im 8. Arrondissement.

Die Stadtviertel im 8. Arrondissement

## Lage
Der Verwaltungsbezirk im 8. Arrondissement von Paris wird von folgenden Straßen begrenzt:
- Südwesten: Vom Place Charles de Gaulle bis zum Rond Point des Champs-Élysées Marcel Dassault bildet die „schönste Avenue der Welt“ die Grenze: Avenue des Champs Élysées
- Nordwesten: Avenue de Wagram bis Place des Ternes und dann die Avenue des Courcelles bis zum Place de la République de l'Équateur
- Nordosten: Rue de Courselles ab dem Place de la République de l'Équateur bis zur Rue la Boétie und dann weiter entlang der Rue du Faubourg Saint-Honoré und weiter Rue Jaen Mermoz, Rue Rabelais zur Avenue Matignon und zum Rond-Point des Champs Élysées-Marcel Dassault

## Namensursprung
Das Viertel entspricht nahezu dem ehemaligen Dorf Le Roule um die Église Saint-Philippe-du-Roule.

## Geschichte

### Allgemeine Beschreibung
Das Quartier du Faubourg-du-Roule entspricht etwa der ehemaligen Gemeinde, die aus drei Teilen zusammengesetzt war: Le Bas-Roule (um die Église Saint-Philippe-du-Roule), Le Haut-Roule (um den heutigen Place des Ternes) und die Ville l’Évêque, die 1639 hinzukam. Im Nordwesten liegt die Grenze auf dem Boulevard de Courcelle, der auf dem Fundament der Mauer der Generalpächter entstanden ist.
Im Osten wird das Viertel durch die Lage der alten Porte du Roule begrenzt, die es ab 1631 ermöglichte, Paris nach Überquerung des Grand Égout (oder Pont du Roule, die sich ungefähr an der Kreuzung der Rue du Colisée befand) zu verlassen. Der Teil der heutigen Rue du Faubourg Saint-Honoré, der zum Quartier du Faubourg-du-Roule gehörte, wurde damit zur Chaussée du Roule.
Die etymologische Herkunft dieses Namens steht nicht eindeutig fest: Es existieren die Formen Rollum oder Rotulum, ab Anfang dem 13. Jahrhundert taucht dann die französische Form „Roole“ auf. Der Name leitet sich sehr wahrscheinlich von den Rouliers (deutsch die Rollenden) ab, denen er wegen der Lage an der großen westlichen Durchgangsstraße entsprechen würde, die von der Brücke (oder Furt) von Neuilly zum Friedhof der Unschuldigen (Halles de Paris) führte. Rouliers waren «Kommissionäre, die damit beauftragt waren, alle Arten von Kisten, Koffern und Warenbündeln durch alle Städte des Königreichs und des Auslands zu einem mit den Auftraggebern vereinbarten Preis zu erhalten und damit für den Weitertransport verantwortlich zu sein».
Schon zu Zeiten der Römer war hier im Westen die große Einfallstraße nach Lutetia. Es war „der“ Decumanus auf der Achse Sens-Rouen. Dabei lag sie auf der gegenwärtigen Trasse der Rue du Faubourg Saint-Antoine weiter zur Faubourg Saint-Honoré. Sie folgte der aktuellen Route der Rue du Faubourg-Saint Antoine zum Faubourg Saint-Honoré und nahm dann den weniger steilen Hang zwischen der Butte de l'Étoile (bekannt als Montagne du Roule, damals höher als heute) und den Höhen von Monceaux bis zur Furt von Neuilly.

### Entstehungsgeschichte
Das Viertel entwickelte sich aus der Sektion, die zwischen 1790 und 1792 während der französischen Revolution als Section du Roule bestand. Durch das Arrêté préfectoral vom 1. Mai 1811 bekam die Section du Roule, die im ehemaligen 1. Arrondissement lag, den Namen Quartier du Roule. Im Rahmen der Neuordnung der Pariser Stadtviertel vom 16. Juni 1859 wurde aus dem Quartier du Roule das Quartier du Faubourg-du-Roule.

### Village du Roule
Zum Ersten Mal wurde das Dorf Le Roule in einem Dokument aus dem 13. Jahrhundert erwähnt. Es war damals ein Weiler bei Villiers-la-Garenne, einem ehemaligen Dorf bei Paris, das zur Seigneurie Clichy gehörte. Es lag außerhalb der Mauern nahe der Zollstation Saint-Honoré. Es lag damit an einem Nebenarm der Seine, der zu einem Abwasserkanal (französisch Égout) wurde.
Um 1200 kaufte hier die Corporation des Monnayeurs de Monnaie de Paris ein Haus, das zum Wohnen und zur Pflege ihrer mit Lepra infizierten Mitglieder diente.
Im April 1217 gab Pierre II. de la Chapelle, Bischof von Paris, die Erlaubnis, eine Kapelle zu bauen. Die erste Kapelle ist eine kleine einschiffige Dorfkirche, verlängert durch einen Chor, der von fünf Fenstern erhellt wird, die ihrerseits durch Strebewerke getrennt sind. Die Verwaltung des Hauses ist in einer Übereinkunft vom 12. März 1342 geregelt. Mitte des 17. Jahrhunderts, als die Lepra in Frankreich fast verschwunden war, wurde das Gebäude von den Monnayeurs an ihre höheren Beamten (Officiers genannt) als Landhaus vermietet. Es wurde nach den Heiligen der Corporation, Jakobus und Philippus, benannt.
Im Mittelalter führte die zentrale Straße, die von der Kirche Saint-Honoré (einem heute nicht mehr existierenden Gebäude, das sich zwischen der Rue Croix-des-Petits-Champs und der Rue des Bons-Enfants befand) zur Pont du Roule (über den Grand Égout), hieß bereits Rue du Faubourg-Saint-Honoré. Dieser Weg wurde zum Chemin du Roule, der auf einer Urkunde von 1222 angegeben ist.
Von Paris ausgehend erhielt die Straße die Namen Rue du Faubourg-du-Roule, Chaussée du Roule (1635), Rue du Bas-Roule und Rue du Haut-Roule, schließlich Rue Saint-Honoré, Rue du Faubourg Saint-Honoré, Avenue de Neuilly und Avenue des Ternes.

### Bas-Roule und Haut-Roule
Entlang dieser alten Straße entstand das Dorf Roule, das die Weiler Bas-Roule (ab der Rue Royale bis zur Rue Saint-Philippe), ein angebliches Sumpfgebiet, und Haut-Roule (von der Rue Saint-Philippe bis zum Place de l'Étoile) umfasste.
1552 erscheint Roule zum ersten Mal auf einem Plan von Truschet und Hoyau. Umgeben von einer Mauer sind nur einige Häuser und Mühlen sowie die ehemalige Rue des Petits Champs zu sehen. Rechts neben dem Porte Saint-Honoré und am Grand Égout gab es rechts einen Weg namens Roule aux Porcherons, der über den Pferdemarkt mit seinem Galgen und dann durch „Kleinpolen“ führte. Er überquerte dann die Chaussée d’Antin zur Porte de Montmartre und der Rue du Faubourg Montmartre.
In einer Akte, die die Monnayeurs als Urbar der Abtei St-Victor über ihr Haus in Roule am 20. Dezember 1597 zustellten, beschreiben sie es „im Zustand einer Ruine“. Aber zu Beginn des 17. Jahrhunderts wurden auf dem Hof größere Reparaturen durchgeführt und das Land für weitere Nutzung vermessen.

### Ville l’Évêque
Ville l’Évêque war zunächst ein einfacher, landwirtschaftlicher Weiler des Pariser Bischofs. Im 13. Jahrhundert wurde daraus ein Dorf und damit zu einer Pfarrei, in dem eine Kirche (erneuert jeweils in 1492 und 1660) errichtet wurde, die der Heiligen Maria-Magdalena gewidmet wurde. Es lag in einem Bogen ausgehend von der Porte Sainte-Honoré bis zu den Champs-Élysées und dem heutigen Boulevard des Capucines; der Teil zwischen dem Boulevard und dem Grand Égout war bis 1763 eine Moorlandschaft.

### Pfarrei Roule
Mehrmals wurde daran erinnert, dass es verboten sei, außerhalb der Hauptstadt Wohnungen zu errichten: zum ersten Mal 1548 und in der Folge 1627, 1633 und 1642. 1639 erlaubte Ludwig XIII. zu bauen und sich dem Dorf Ville l’Évêque anzuschließen. Als die Wehrmauern abgebaut wurden, wurden die Grundstücke durch Grenzsteine markiert, die jedoch nie respektiert wurden; man musste sie in den Jahren 1724, 1726, 1728 und 1765 immer wieder anpassen. Diese Betrügereien wurden erleichtert, als die Gutsbesitzer von Ludwig XVI. das Recht erhielten, die Grenzsteine durch Mauern zu ersetzen; dieser Bau wurde im Mai 1784 angefangen und 1787 vollendet.
Die Kapelle der Monnayeurs zerfiel, ihre Rekonstruktion wurde angedacht. Es wurde geplant, ein kleines Gebäude mit einem einzigen Schiff zu bauen, das in einem Halbkreis endet, 9 Klafter 4 Fuß lang und 4 Klafter breit, aber das Projekt wurde nicht ausgeführt. 1636 und 1642 beschränkte man sich darauf, die alte Kapelle zu reparieren. 1657 befürworteten Frémin de Cotte, Architekt und Ingenieur des Königs, und Jean Pasquinot, vereidigter Maurermeister, den Abriss und Wiederaufbau.
1673 wurden die Leprastationen unter die Verwaltung des Ordre royal de Notre-Dame du Mont-Carmel et de Saint-Lazare de Jérusalem und die ehemalige Station erhielt den Namen «Commanderie du Roule». Aber 1693 gab ein neuer Arrêt die früheren Rechte an die Monnayeurs und den Erzbischof zurück.
Ende des 17. Jahrhunderts war die Lepra längst überwunden und eine neue Bevölkerung siedelte sich an (1670): Gärtner, die für die Pépinière royale du Roule (französisch königliche Baumschule von Roule) arbeiteten. In Roule gab es damals 75 Haushalte mit 180 Kinder. Die Kapelle der Kranken diente nur als Notkapelle, denn für die Sakramente, die Ämter und den Religionsunterricht ihrer Kinder müssen die Einwohner von Roule ins eine Meile entfernte Saint-Martin-de-Villiers (ca. 4 km) gehen.
1697 durften die Dorfbewohner die Kapelle als Pfarrkirche benutzen, und um 1700 führte Nicolas de Lépine zahlreiche Reparaturen an der Kapelle durch. Aber 1693 gab ein neuer Arrêt die früheren Rechte an die Monnayeurs und den Erzbischof zurück. 1739 veranlasste der Lieutenant général de Police, René Hérault, den Abriss der zur Ruine verfallenen Kirche. Der König bot 1741 ein von der alten Baumschule abgetrenntes Grundstück für den Bau einer neuen Kirche an, aber der Grand Égout (deutsch Abwasserkanal) entlang der heutigen Rue La Boétie ließ keine ausreichend soliden Fundamente zu, weshalb das Projekt aufgegeben werden musste und stattdessen ein neuer Friedhof eingerichtet wurde.
Schließlich wurde beschlossen, sie nach den am 12. Oktober 1768 genehmigten Plänen von Chalgrin zu bauen. Der Bau zog sich hin und wurde erst 1784 fertig. Es müssen noch die beiden Glockentürme gebaut werden, die die Apsis einrahmen sollten und die wohl nie das Licht der Welt erblicken werden. Das Presbyterium, das Vikariat und die Schule, die der König 1772 beantragte, werden erst später gebaut.

### Vorort von Paris
Die Entwicklung des Stadtviertels begann mit der Gründung der ersten königlichen Baumschule, die sich zwischen der Rue du Faubourg-du-Roule, der Kanalisation, die der Trasse der heutigen Rue La Boétie entspricht, den Champs-Élysées und der Rue de Chaillot (jetzt Rue de Berri).
Am 30. Januar 1722 wurde Roule zum Pariser Vorort (französisch faubourg de Paris). 1728 wurde am Eingang zum Dorf und vor der Kirche zur Markierung der Grenze eine Zollschranke (französisch barrière d’octroi) eingerichtet. Die Grenzstation wurde «barrière du Roule» genannt und 1788 zum Place des Ternes als die Mur des Fermiers généraux gebaut wurde.
Die (Boden-)Spekulation, die Mitte des 18. Jahrhunderts das Faubourg Saint-Honoré ergriff, erreichte auch das Faubourg du Roule. 1755 erwarb die Comtesse de Langeac das Gelände der ehemaligen königlichen Baumschule, um darauf Wohnungen zu bauen. Die Monnayeurs verkauften ihr Haus und das Gelände. Die Entwicklung des Viertels beschleunigt sich so stark, dass 1785 fast alle heutigen Straßen entstanden.

## Sehenswürdigkeiten
- Arc de Triomphe de l’Étoile
- Église Saint-Philippe-du-Roule
- Église orthodoxe russe : Cathédrale Saint-Alexandre-Nevsky
- Hôtel Salomon de Rothschild